# Anomalochrysa fulvescens
Anomalochrysa fulvescens là một loài côn trùng trong họ Chrysopidae thuộc bộ Neuroptera. Loài này được Perkins in Sharp miêu tả năm 1899.